# Franjo Alačević
Franjo Alačević (Makarska, 27. rujna 1805. – Makarska, 23. prosinca 1858.)., hrvatski kulturni djelatnik, skupljač narodnog blaga Otac je Miroslava Alačevića i brat Jerka, obojice također sakupljača narodnih pjesama. Sin Miroslav bio je i povjesničar, etnolog.

## Životopis
Rodio se je u Makarskoj. Skupljao je narodne pjesme, koje su ostale neobjavljene, a nalaze se u rukopisnom Zborniku narodnih pjesama njegova sina Miroslava. Napisao je povijest svoje obitelji Rasprave o obitelji Alačević (Memorie della famiglia Alačević, 1884).

## Vanjske poveznice
- Josip Kekez: Hrvatski biografski leksikon, LZMK Franjo Alačević